# Лимбургский собор

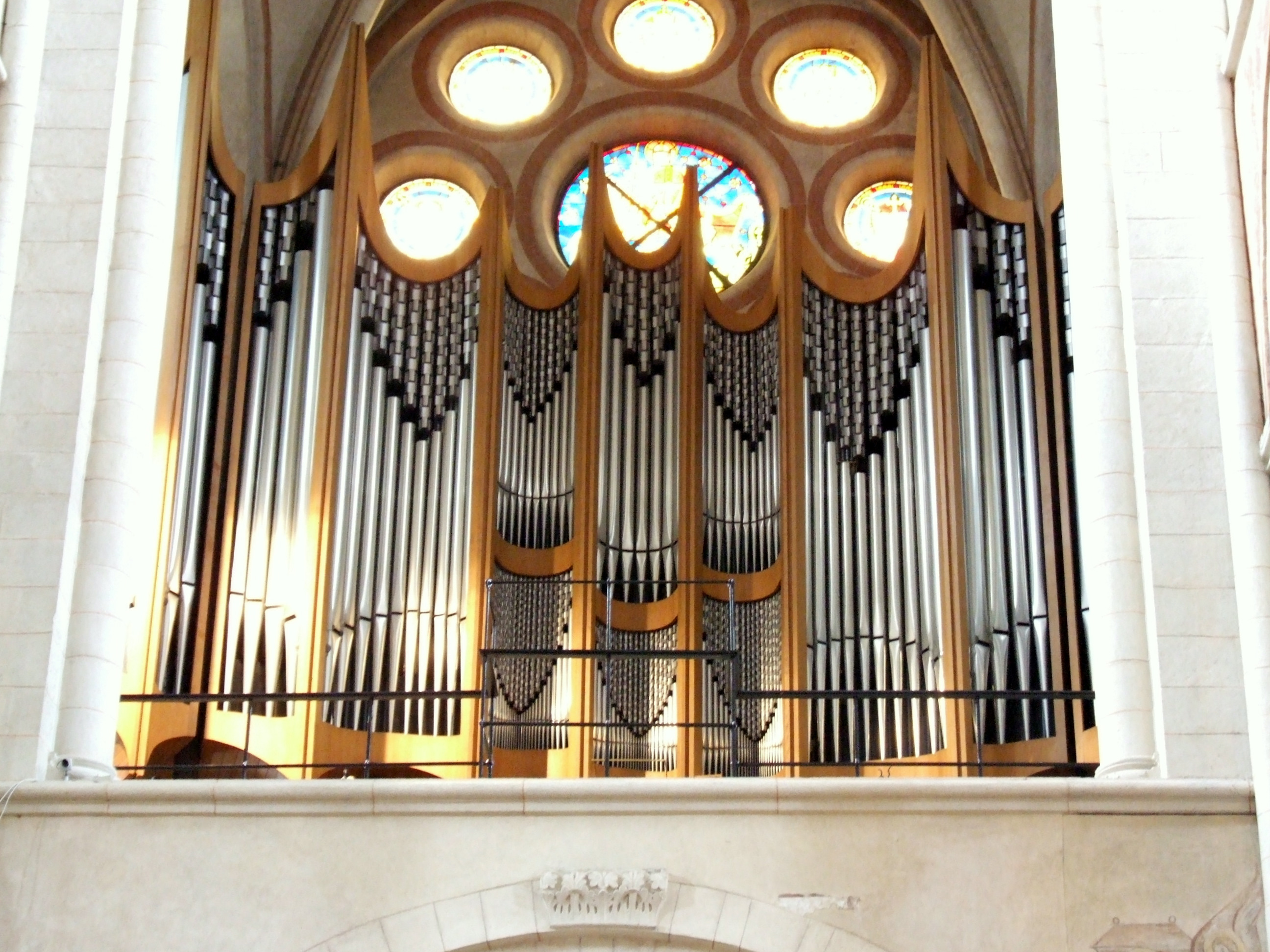
Соборный орган (1978)

Лимбургский собор (нем. Limburger Dom) расположен в городе Лимбург-ан-дер-Лан, федеральная земля Гессен, Германия. Собор строился с 1206 по 1235 год. Здание этого храма возводилось на месте старинной церкви, которая примыкала к монастырю. Лимбургский собор — яркий пример классического романского стиля в архитектуре.

## История
Точная дата основания нынешнего собора неизвестна. Некоторые признаки дают основание датировать основание около 1180/90 годов. Освящение собора состоялось в 1235 году архиепископом Трира Теодорихом (нем. Theoderich von Wied).  Святыми покровителями собора были Георгий Победоносец и Николай Мирликийский.
Собор был построен в четыре этапа. Первый этап охватывал западный фасад, южную сторону, хор и др. Второй этап состоял в строительстве внутренних опор южного нефа. На третьем этапе были построены эмпоры южного нефа. На четвертом этапе строилась северная сторона трансепта и хор эмпоры.
Первым епископом Лимбургского собора был Якоб Марк (1827 — 1833). Местная епархия включает в себя около 700 тысяч католиков, и является одной из самых молодых епархий Германии.
В соборе установлен современный орган, в звоннице имеется девять колоколов.

## Архитектура
Собор представляет собой трёхнефную базилику, которая включает в себя архитектурные элементы романского и раннего готического стилей. Внешние размеры собора: длина — 54,5 м, ширина — 35,4 м. Здание имеет семь башен по числу святых таинств. Самая высокая из башен находится на западной стороне собора и имеет высоту 37 м. Центральная башня имеет высоту 66 метров. В 1774 году башня была частично разобрана и уменьшена в размерах от первоначальной высоты 72,5 метра.
Изначально собор был окрашен в белый, красный, желто-коричневый, черный и зеленый цвета. Во время реставрации собора  в 1872 — 1873 годах окраска была смыта.  В 1968 — 1972 годы окраска была вновь восстановлена по остаткам старой расцветки, имевшейся до 1872 года.

## Интерьер
В интерьере собора (неф и хоры) преобладают недекорированные контрфорсы. Часть контрфорсов скрыта в боковых галереях.  Собор имеет высокий центральный неф, делится на четыре уровня с арками и галереями.

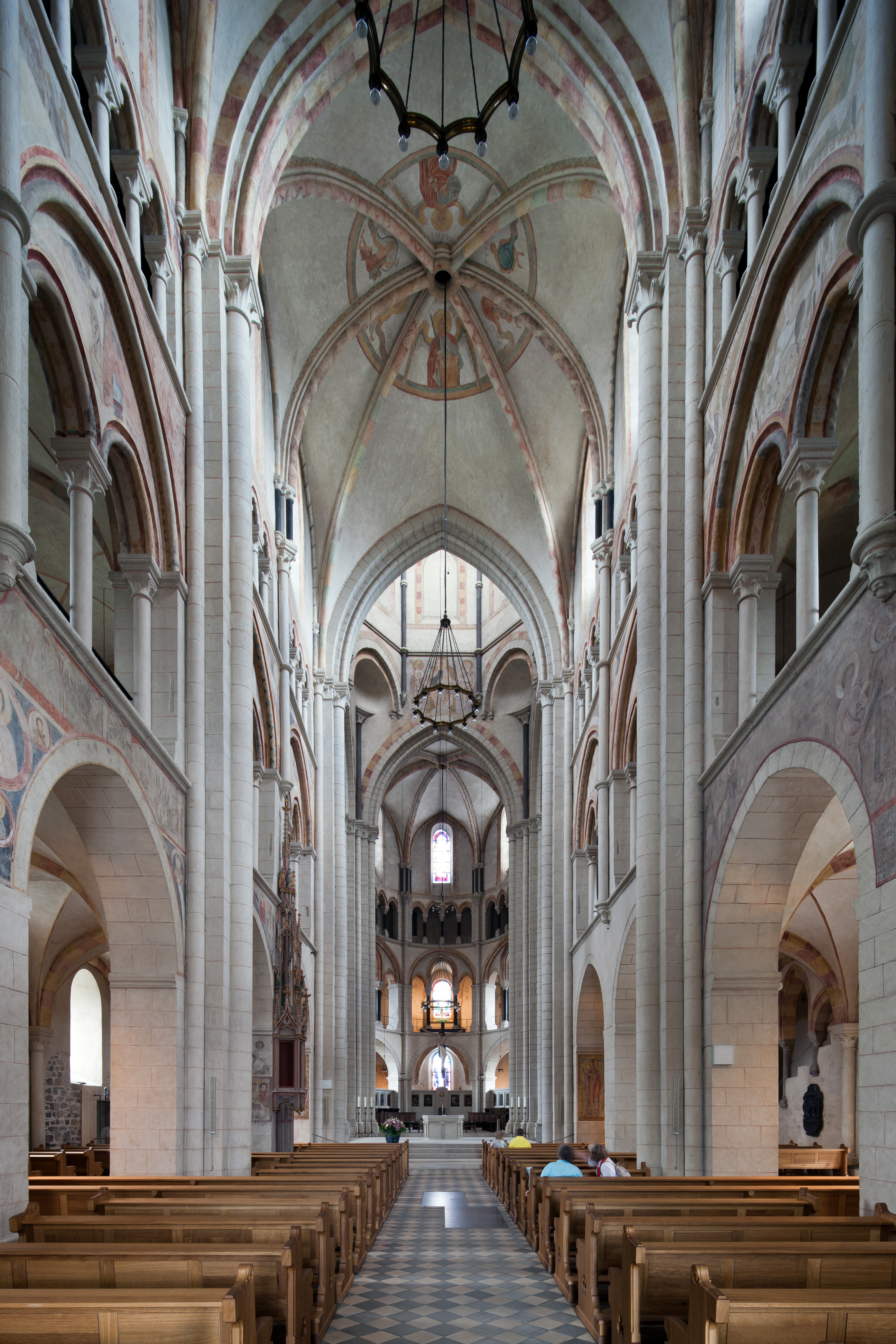
Интерьер восточной части собора
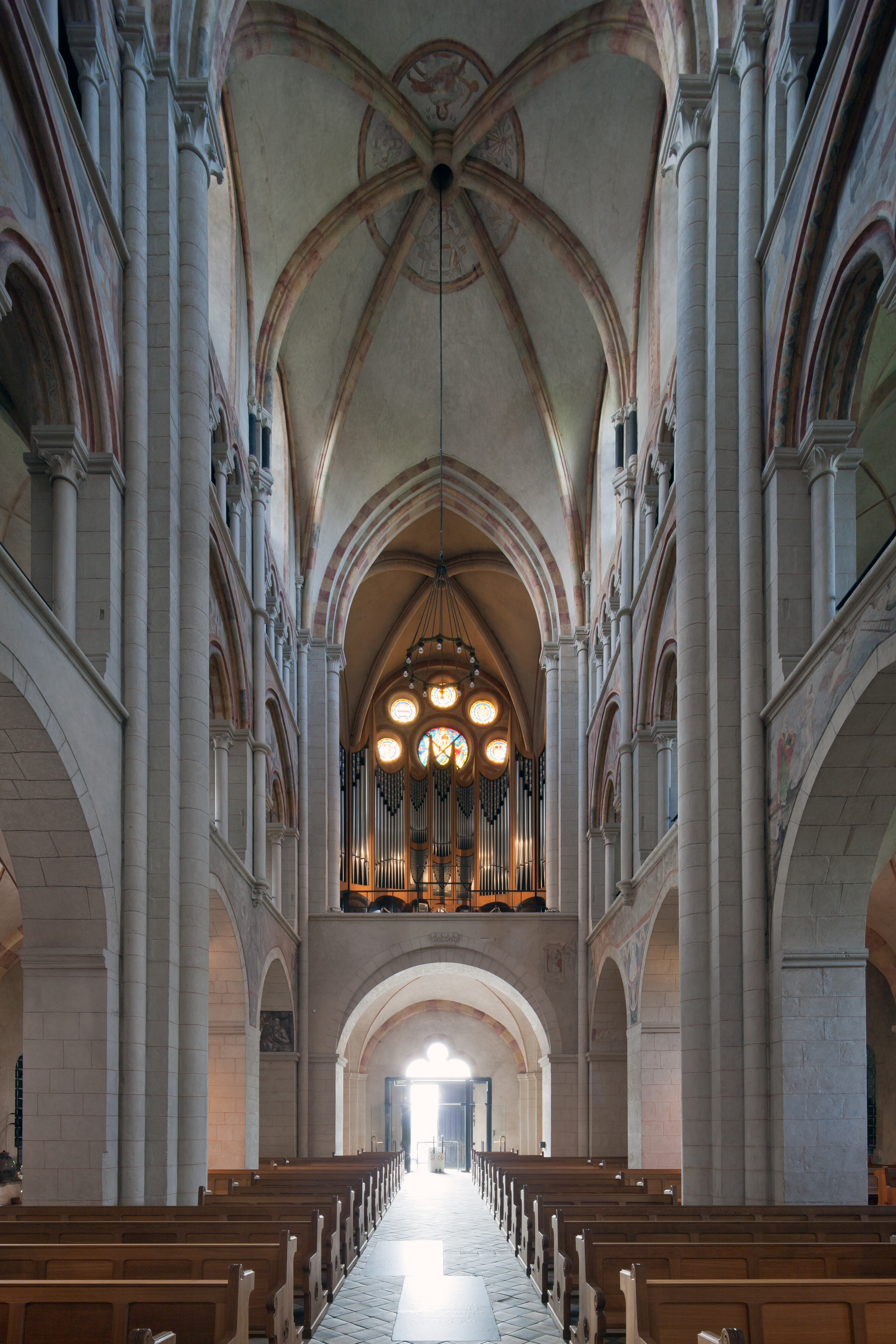
Интерьер западной части собора
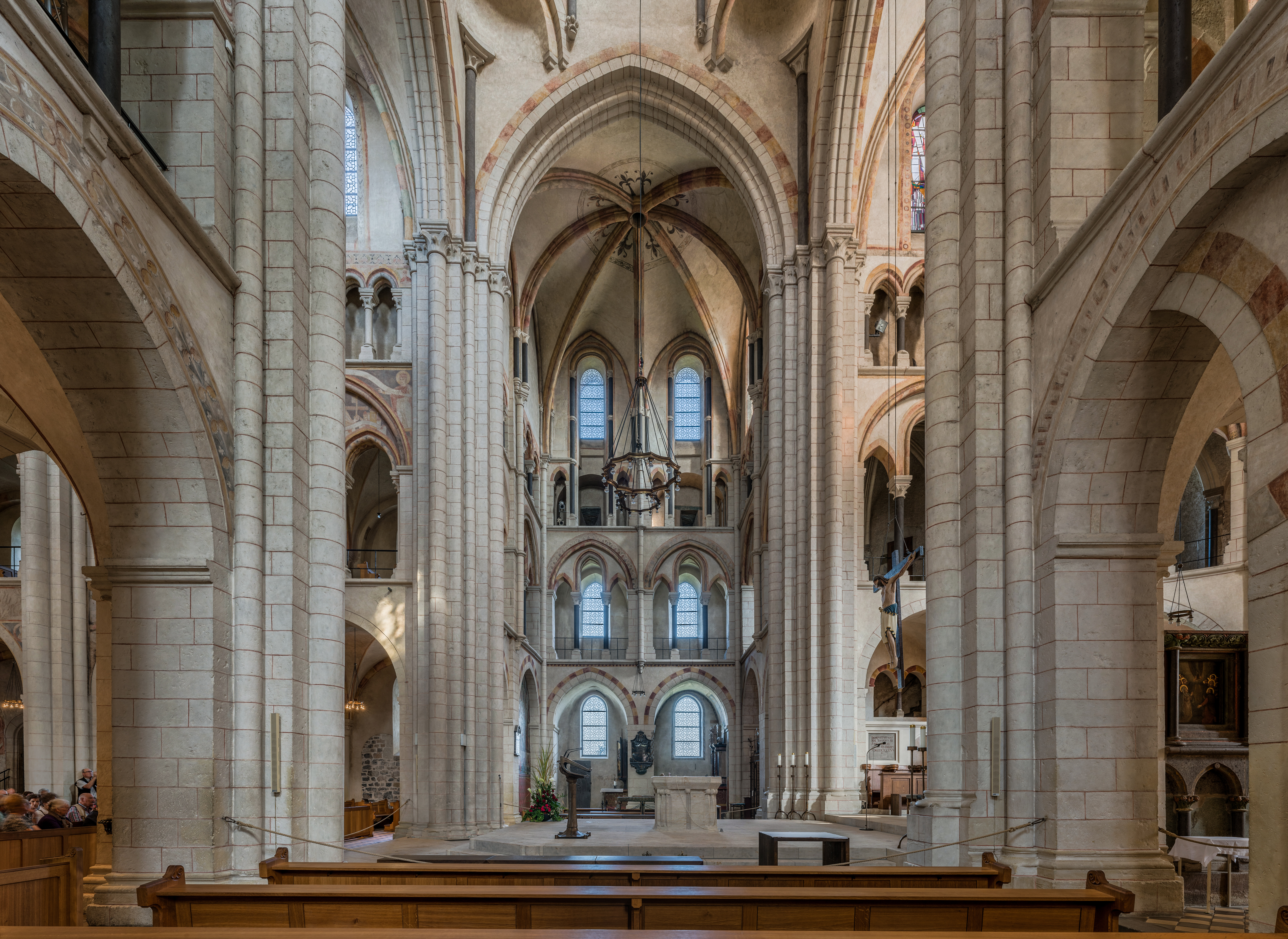
Интерьер северной части собора
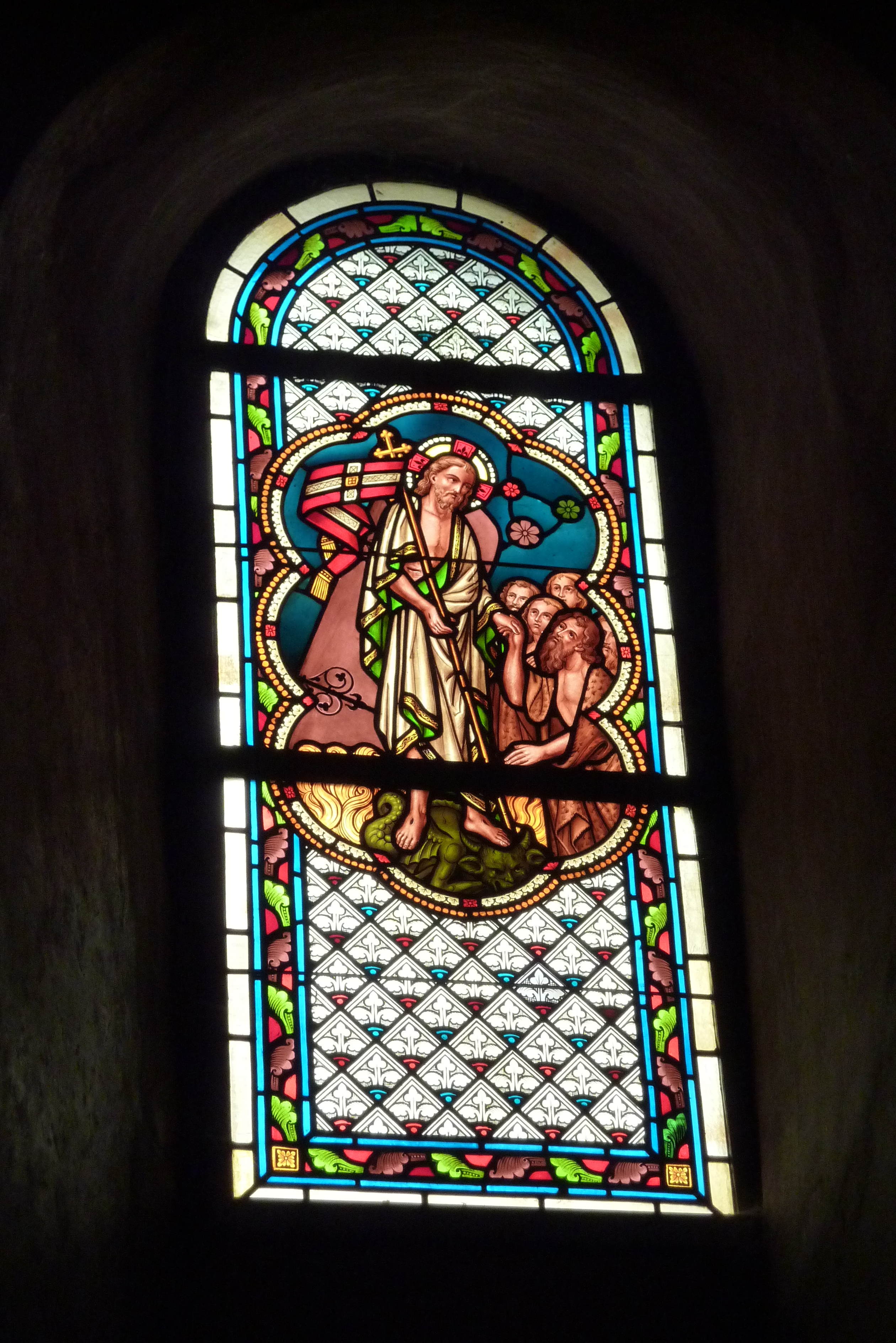
Средневековый витраж в задней части собора
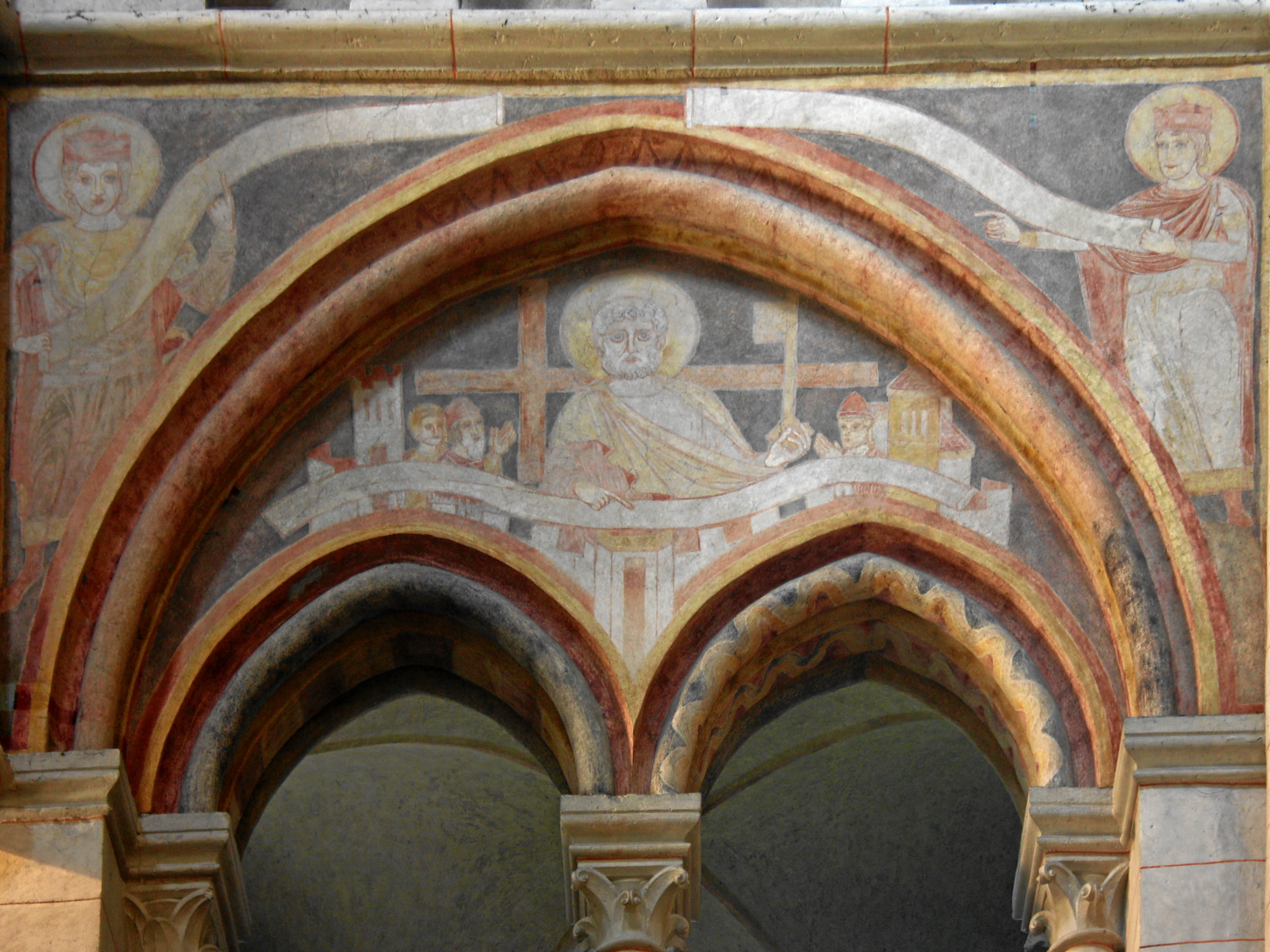
Позднероманские фрески собора
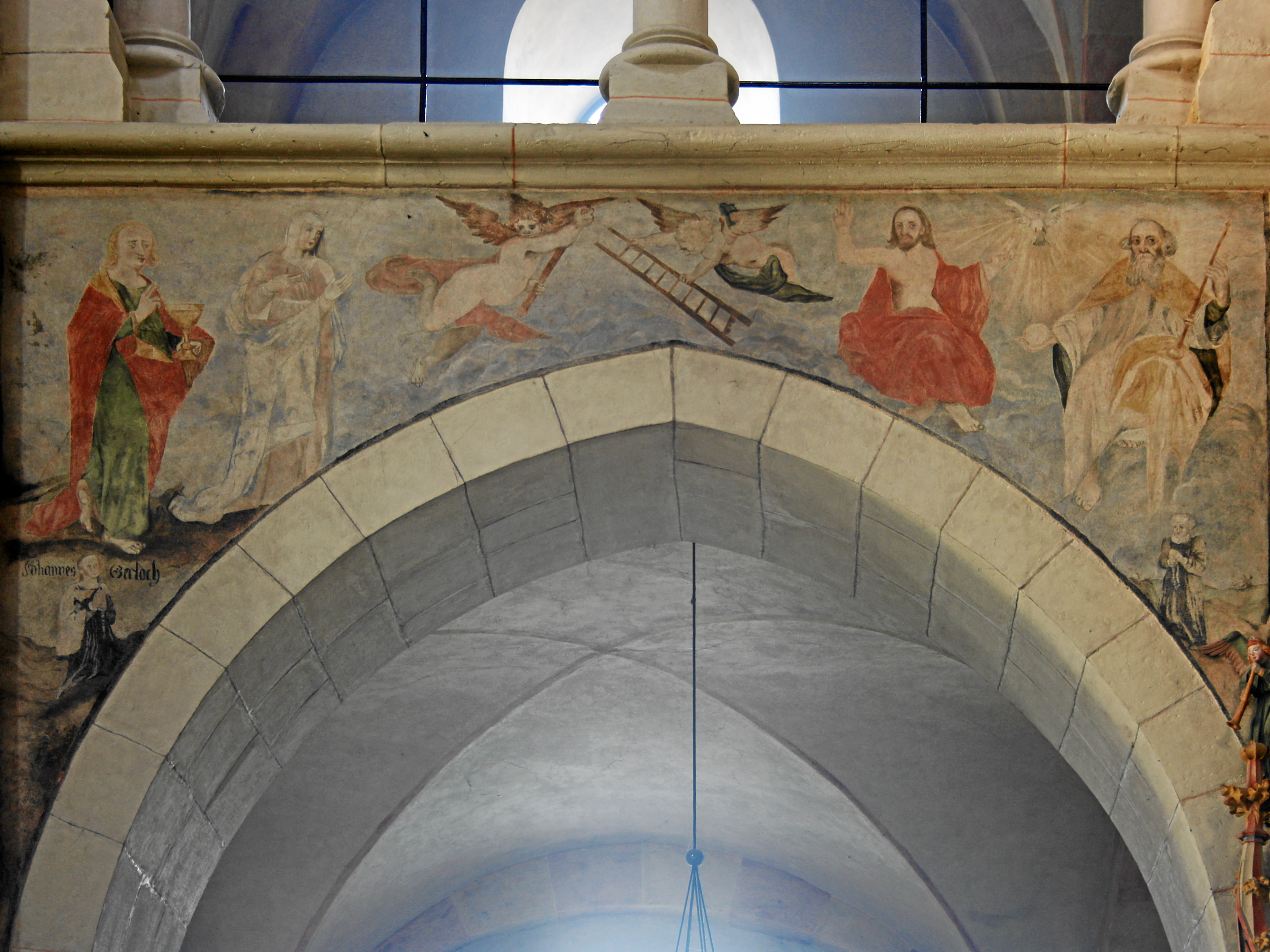
Современные фрески собора
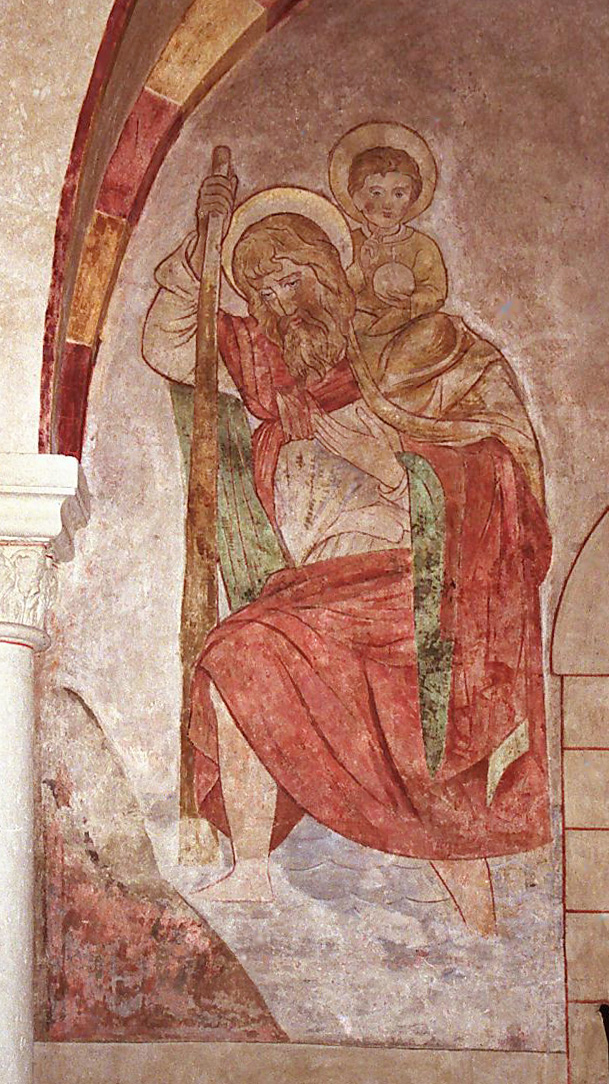
Позднеготические фрески с изображением Св. Христофора
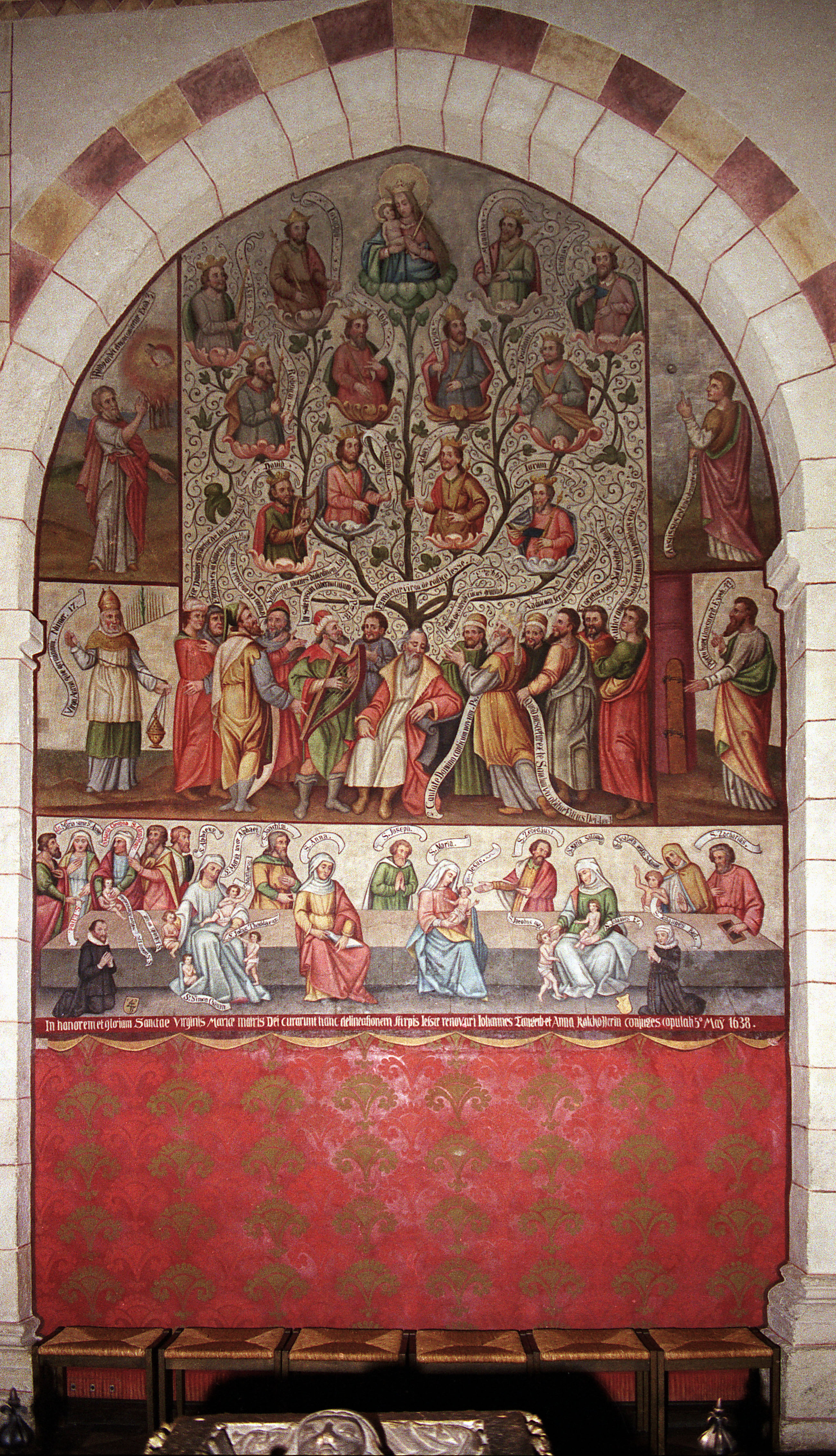
Позднеготическая фреска с изображением родословной Иисуса Христа
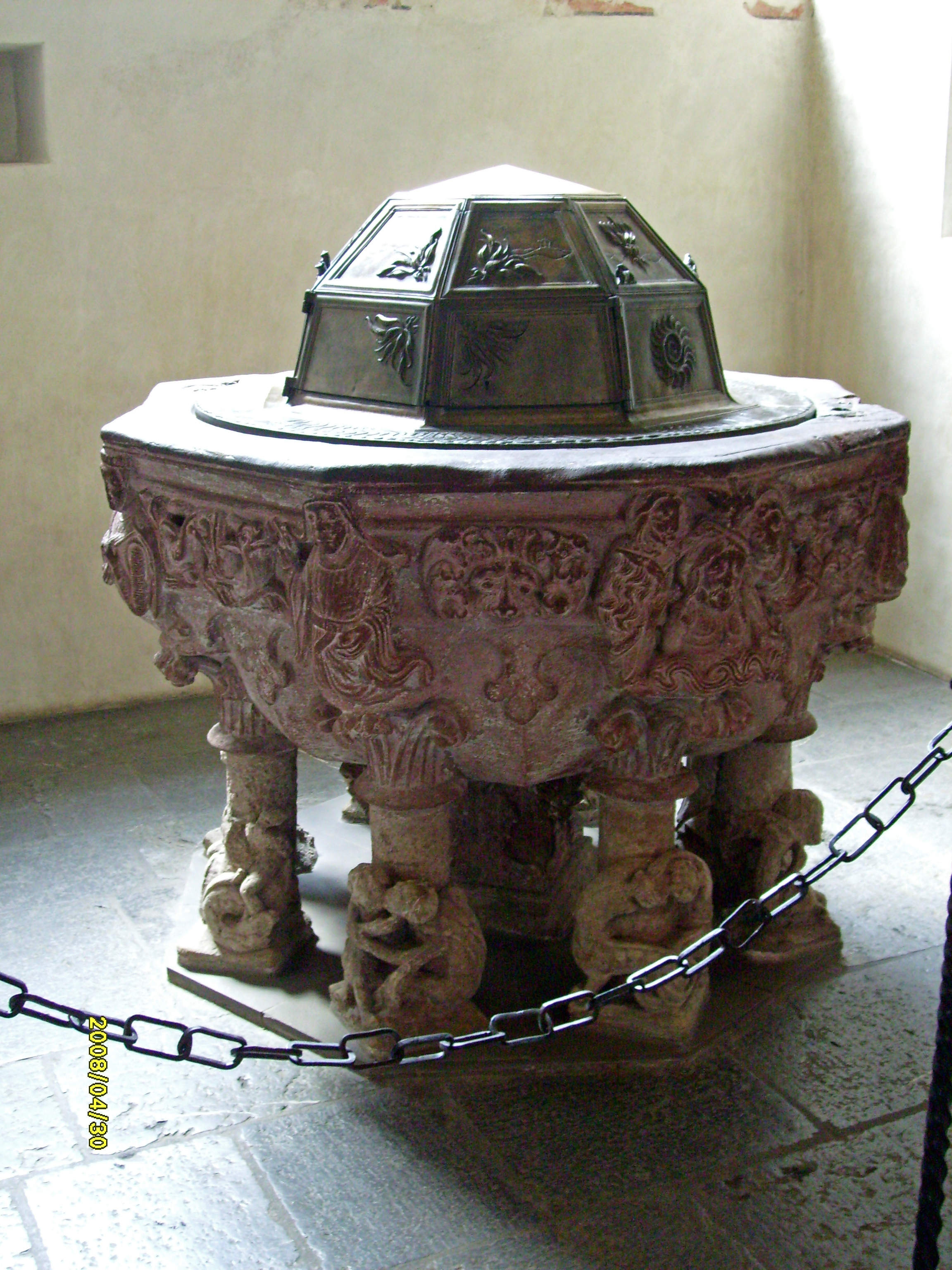
Позднероманская купель
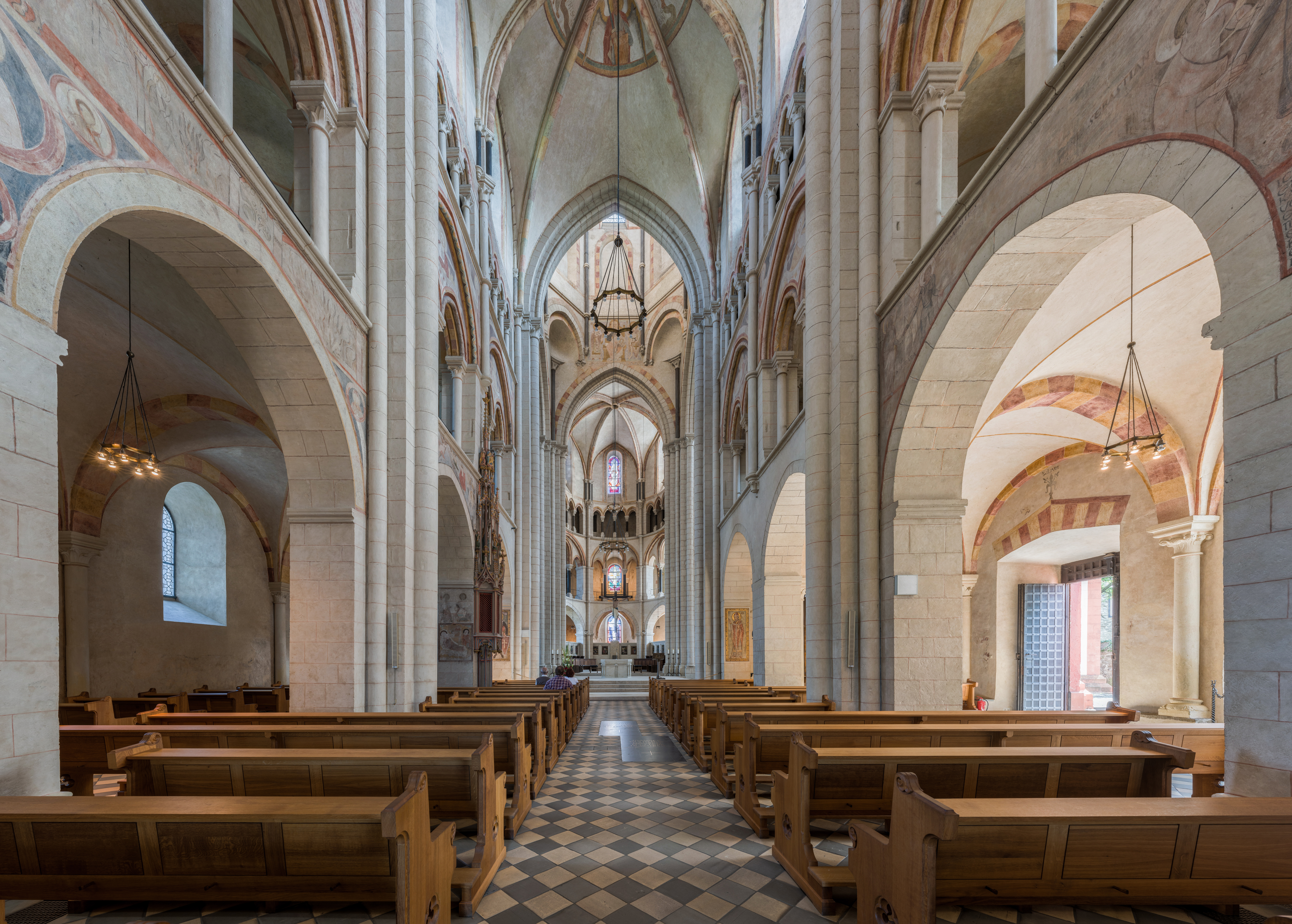
Центральный неф